# Font del Roser (les Masies de Voltregà)
La Font del Roser és una obra de les Masies de Voltregà (Osona) inclosa a l'Inventari del Patrimoni Arquitectònic de Catalunya.

## Descripció
Font situada al camí de Serratosa al paratge de la Font del Roser. Està construïda en un marge del terreny. És de planta rectangular amb estructura d'arc de mig punt amb carreus i coberta per una volta. La construcció és feta de maçoneria de pedra irregular tot i que presenta grans carreus als brancals i a la paret del fons o mur frontal. L'arc està coronat per una cornisa a doble vessant de pedres de llosa. La imposta de l'arc està motllurada i a la clau s'observa una inscripció amb la data "1738". A l'interior de la font i rodejant el seu perímetre hi ha un pedrís amb revestiment de grans lloses que queda interromput a la part central per la font pròpiament, on hi ha l'aixeta i a sota la pica de pedra, encastada en el pedrís. Aquest pedrís es perllonga cap a l'exterior a manera de banc per una banda, i a l'altre trobem els abueradors. La part superior de la construcció segueix el perfil de la volta i està coberta per sòl. A l'entrada a la font hi ha un esglaonament fet de rajols.